# Rete a nebbia

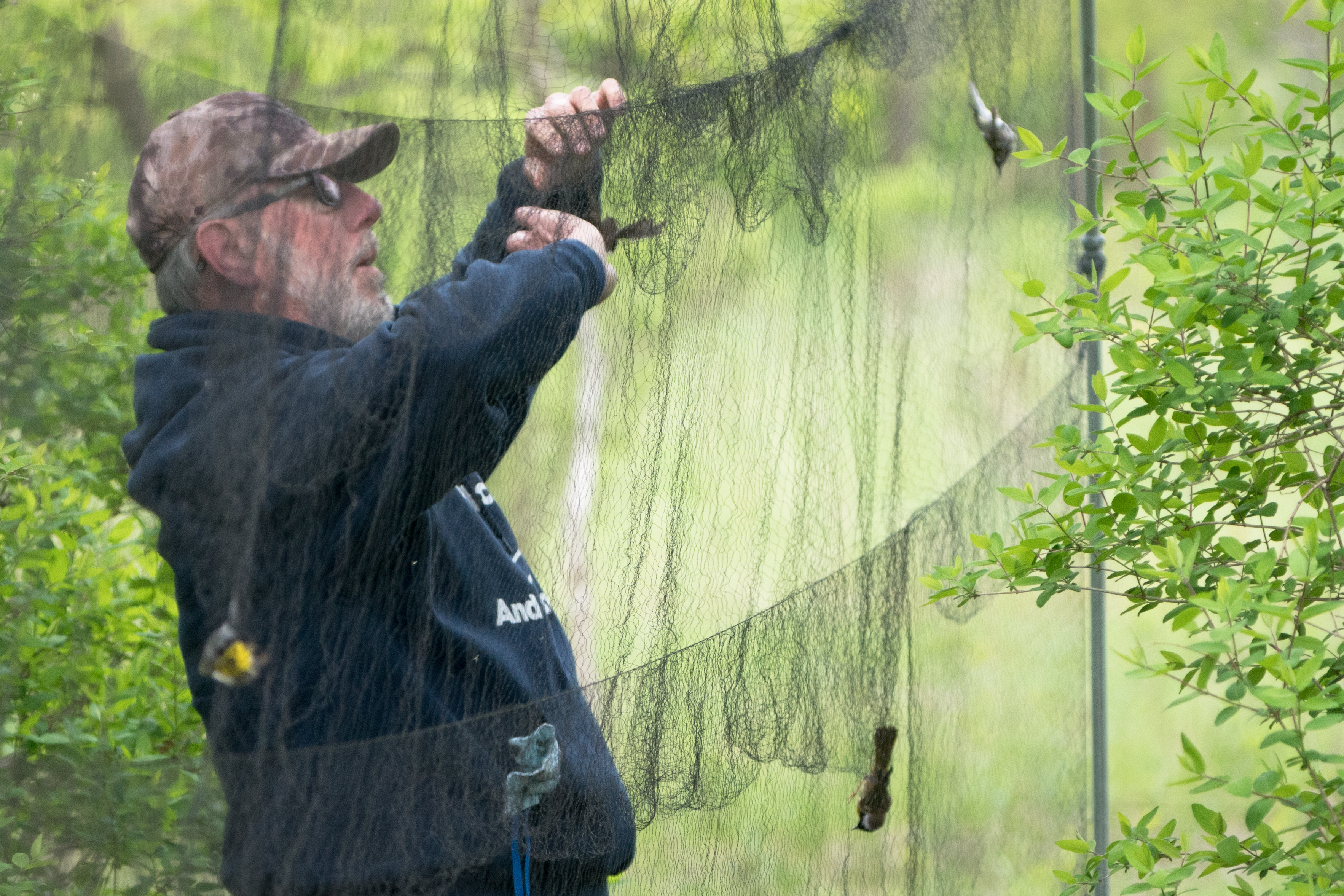
Un ricercatore rimuove un uccello da una rete a nebbia.

Le reti a nebbia (in inglese "mist nets") sono reti utilizzate per catturare uccelli selvatici e pipistrelli. Sono utilizzate da cacciatori e bracconieri per catturare e uccidere animali, ma anche da ornitologi e chirotterologi per l'inanellamento e altri progetti di ricerca. Le reti a nebbia sono generalmente realizzate in rete di nylon o poliestere e vengono montate tra due pali, in modo simile a una rete da pallavolo. Se posizionate correttamente nell’habitat giusto, sono praticamente invisibili. Le reti a nebbia hanno ripiani creati da linee tese orizzontalmente che formano un'ampia tasca. Quando un uccello o un pipistrello colpisce la rete, cade in questa tasca, dove rimane impigliato.
Le dimensioni delle maglie che formano la rete variano a seconda della grandezza delle specie destinate alla cattura e possono essere misurate lungo un lato del bordo di un singolo quadrato di maglie o lungo la diagonale di quel quadrato. Le misure qui indicate sono lungo la diagonale. I piccoli passeriformi vengono generalmente catturati con maglie di 16-30 mm, mentre gli uccelli più grandi, come falchi e anatre, vengono catturati utilizzando maglie di circa 127 mm. Le dimensioni nette possono variare ampiamente a seconda dell'uso proposto. L'altezza netta delle reti a nebbia è generalmente compresa tra 1,2 e 2,6 m. La larghezza della rete può variare da 3 a 18 m, anche se possono essere utilizzate anche reti più lunghe. Un dho-gazza è un tipo di rete a nebbia che può essere utilizzata per uccelli più grandi, come i rapaci. Questa rete è priva di ripiani.
L'acquisto e l'utilizzo di reti a nebbia richiede permessi, che variano a seconda delle normative sulla fauna selvatica del Paese o dello Stato. La gestione delle reti a nebbia richiede abilità per il posizionamento ottimale, evitando di impigliare le reti nella vegetazione e una corretta conservazione. La gestione degli uccelli e dei pipistrelli richiede un addestramento approfondito per evitare lesioni agli animali catturati. La gestione dei pipistrelli può essere particolarmente difficile poiché vengono catturati di notte e potrebbero mordere. Un sondaggio di ricerca del 2011 ha rilevato che le reti a nebbia determinano bassi tassi di infortuni fornendo allo stesso tempo un elevato valore scientifico.

## Utilizzo di reti a nebbia

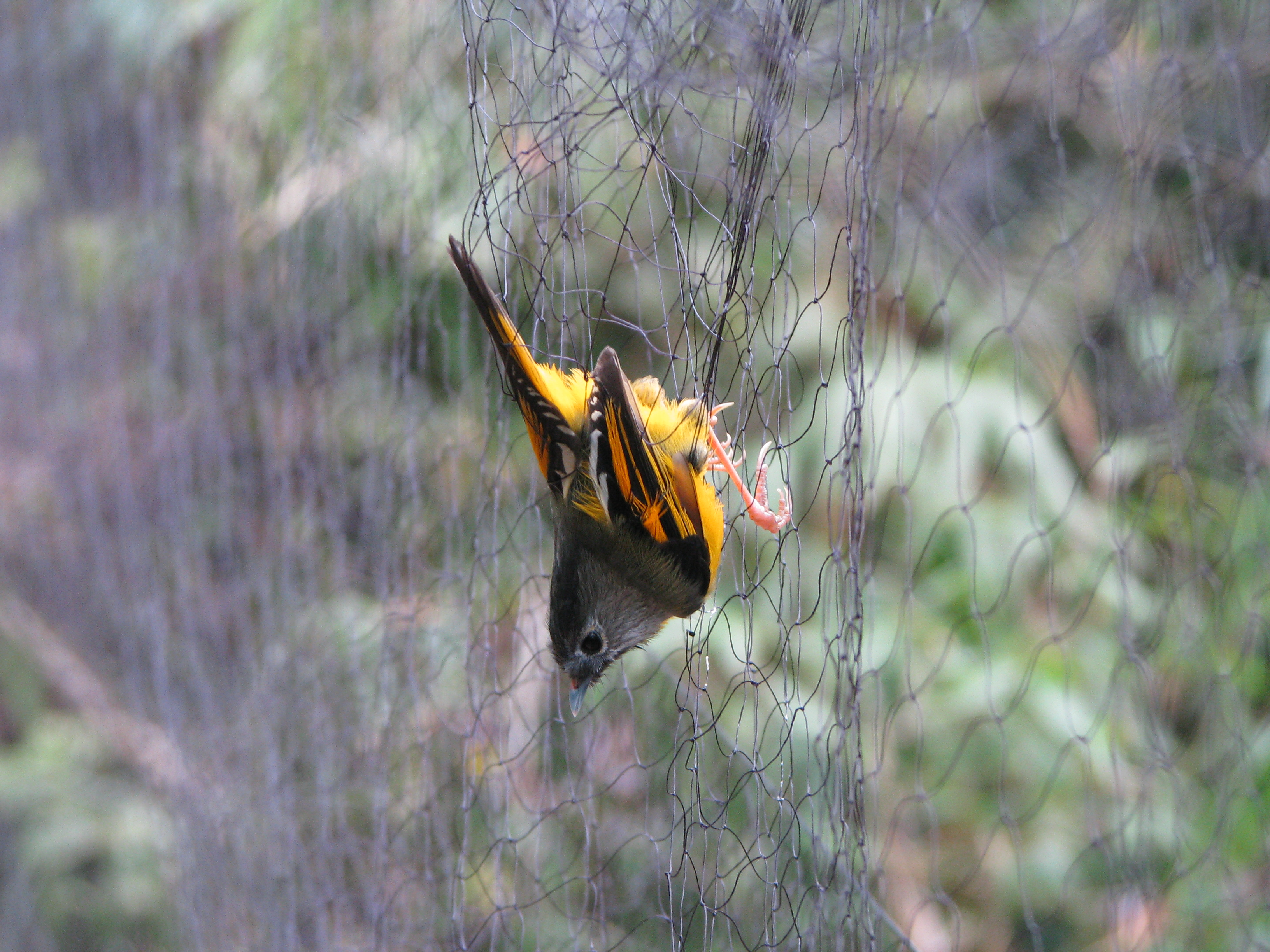
Un piccolo passeriforme catturato in una rete a nebbia.

Le reti a nebbia vengono utilizzate dai cacciatori giapponesi da quasi 300 anni per catturare gli uccelli. Furono introdotte per la prima volta in ornitologia negli Stati Uniti d'America nel 1947 da Oliver L. Austin (1903 - 1988, ornitologo che scrisse lo studio definitivo Birds of the World, direttore dell'Austin Ornithological Research Center a Wellfleet, professore di zoologia presso l'Air University e curatore di ornitologia presso il Florida Museum of Natural History). 
La rete a nebbia è uno strumento popolare e importante per monitorare la diversità delle specie, l’abbondanza relativa (la percentuale con cui una specie contribuisce al totale degli individui della comunità), la dimensione della popolazione e la demografia. Esistono due tipologie di reti a nebbia: reti mirate a specie o individui specifici e reti a diffusione di tutti gli uccelli all'interno di una particolare area. La rete mirata viene generalmente utilizzata per studi scientifici che esaminano una singola specie. Le reti installate in questo modo spesso utilizzano la riproduzione del canto o del richiamo di una specie, o un modello di quella specie posizionato vicino alla rete per attirare gli individui presi di mira.
Poiché la rete cattura gli uccelli indiscriminatamente, questa tecnica è più adatta per esaminare le specie che si trovano in un habitat specifico. Le stazioni di inanellamento in tutti gli Stati Uniti utilizzano questo metodo. In genere, tali stazioni raccolgono una serie di misurazioni standard di ciascun individuo, tra cui massa, corda alare, stato riproduttivo, indice di grasso corporeo, sesso, età e stato di muta.
Sebbene l’installazione delle reti a nebbia richieda tempo e certificazione, ci sono alcuni vantaggi rispetto alle tecniche di monitoraggio visivo e uditivo, come il campionamento di specie che potrebbero essere difficilmente rilevate in altri modi. Consente inoltre una facile standardizzazione, un esame pratico e riduce l'errata identificazione delle specie. Poiché consentono agli scienziati di esaminare le specie da vicino, le reti a nebbia vengono spesso utilizzate negli studi di mark-recapture per periodi di tempo prolungati per rilevare le tendenze negli indici di popolazione. 
Alcuni usi dei dati raccolti utilizzando il campionamento con rete a nebbia sono:
- Mark-recapture per il campionamento della popolazione, ossia un metodo comunemente utilizzato in ecologia per stimare le dimensioni di una popolazione animale laddove non è pratico contare ogni individuo. Una parte della popolazione viene catturata, marchiata e rilasciata[11]. Successivamente, verrà catturata un'altra porzione e verrà contato il numero di individui marcati all'interno del campione.
- Cattura e ricollocazione umanitaria di piccoli uccelli o pipistrelli
- Etichettatura e tracciamento
- Test sulla salute di specie di uccelli o pipistrelli e per studi sugli ectoparassiti
- Esame della fenologia aviaria in risposta alle variabili climatiche e di altro tipo
- Esame dei modelli di muta

Poiché si discute ancora se queste tecniche forniscano o meno dati precisi, si suggerisce di utilizzare la rete a nebbia come supplemento ai metodi di osservazione uditiva e visiva.
Uno dei principali svantaggi delle reti a nebbia è che il numero di esemplari catturati può rappresentare solo una piccola percentuale della reale dimensione della popolazione. La rete a nebbia è un metodo unico in quanto fornisce stime demografiche per tutte le stagioni e offre preziose guide sull'abbondanza relativa di determinate specie o uccelli e/o pipistrelli.

## Studio di esempio

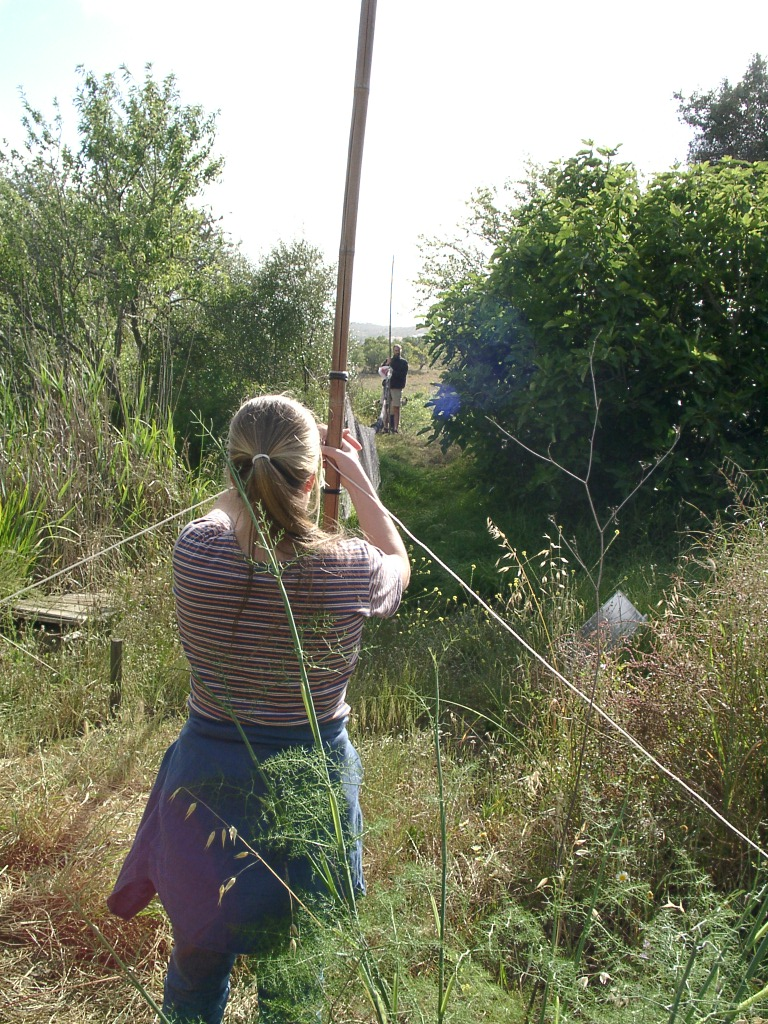
Rete a nebbia in allestimento.

Le reti a nebbia possono essere strumenti importanti per la raccolta di dati volti a rivelare condizioni ecologiche critiche in una varietà di situazioni. Uno studio riassuntivo, "Effetti della frammentazione della foresta sulle comunità di uccelli del sottobosco amazzonico" di Richard O. Bierregaard e Thomas E. Lovejoy, ha utilizzato reti a nebbia per analizzare gli effetti della frammentazione della foresta (il processo di divisione di grandi aree forestali in parti più piccole, per lo più mediante strutture create dall’uomo come strade, fattorie e corridoi di trasporto) sulle comunità di uccelli del sottobosco nella terra firme dell'Amazzonia centrale.

I dati provenienti dai programmi intensivi di mark-recapture di reti a nebbia sugli uccelli del sottobosco provenienti da riserve forestali isolate sono stati confrontati con i dati pre-isolamento delle stesse riserve per studiare i cambiamenti relativi all'isolamento dalla silvicoltura. Gli uccelli esaminati provenivano da una varietà di corporazioni ecologiche (ossia un insieme di specie appartenenti allo stesso gruppo tassonomico o funzionale che sfruttano una risorsa comune nello stesso modo e nello stesso tempo, condividendo quindi la stessa nicchia ecologica), tra cui nettarivori, insettivori, frugivori, seguaci obbligatori delle formiche marabunta (ossia uccelli che seguono gli sciami di formiche marabunta, dette anche "armate" o "legionarie", al fine di nutrirsi delle loro prede), specie che vivono ai margini della foresta e specie in stormo. Il campionamento periodico da parte del programma di cattura con reti a nebbia ha fornito la base quantitativa per questo progetto. Riserve di varie dimensioni (1 e 10 ettari) all'interno del sito del progetto Biological Dynamics of Forest Fragments sono state campionate con transetti di reti a nebbia legate una volta ogni tre o quattro settimane. I tassi di cattura dalle riserve isolate sono stati confrontati con i tassi pre-isolamento per misurare i cambiamenti nella dimensione della popolazione e/o nell'attività aviaria dovuti all'isolamento. I dati sono stati analizzati nei seguenti modi: tassi e percentuale di cattura per ogni ora in funzione del tempo trascorso dall'isolamento, distribuzione dell'abbondanza delle specie rispetto al rango delle specie in base all'abbondanza, percentuale di individui raggruppati in base a specie e strategia di alimentazione e, infine, tassi di cattura per ogni ora in riserve isolate rispetto ai tassi di cattura per ogni ora in silvicoltura. Un riassunto dei risultati e della discussione dichiarati da Bierregaard e Lovejoy è il seguente:
...cambiamenti nel sottobosco della comunità aviaria in zone isolate. Dopo l’isolamento, i tassi di cattura aumentano in modo significativo poiché gli uccelli in fuga dalla foresta abbattuta entrano in nuovi frammenti forestali. I movimenti da e verso la riserva sono limitati, come testimonia l'aumento delle percentuali di riconquista in seguito all'isolamento. Le specie di uccelli che sono seguaci obbligati delle formiche armate sono scomparse nel momento in cui l'habitat circostante è stato rimosso dalle aree di 1 e 10 ettari. Il complesso complesso di specie miste di stormi insettivori tipici delle foreste amazzoniche si è deteriorato entro 2 anni dall'isolamento di frammenti di foresta di 1 e 10 ettari. Diverse specie di insettivori di medio livello hanno cambiato il loro comportamento di foraggiamento dopo l'isolamento di piccole riserve forestali.
Questi dati sono stati raccolti utilizzando reti a nebbia. I dati provenienti dai tentativi di studio che prevedono l'uso di rete a nebbia possono essere utilizzati per acquisire una maggiore comprensione degli effetti ecologici dei fattori che influiscono sugli ecosistemi, come le attività umane o i cambiamenti ambientali. Questo è solo un esempio dell’uso delle reti a nebbia come strumento per le scienze ecologiche e biologiche e i dati che provengono dal loro utilizzo possono anche avere implicazioni sulla gestione dell’ecosistema.

## Svantaggi

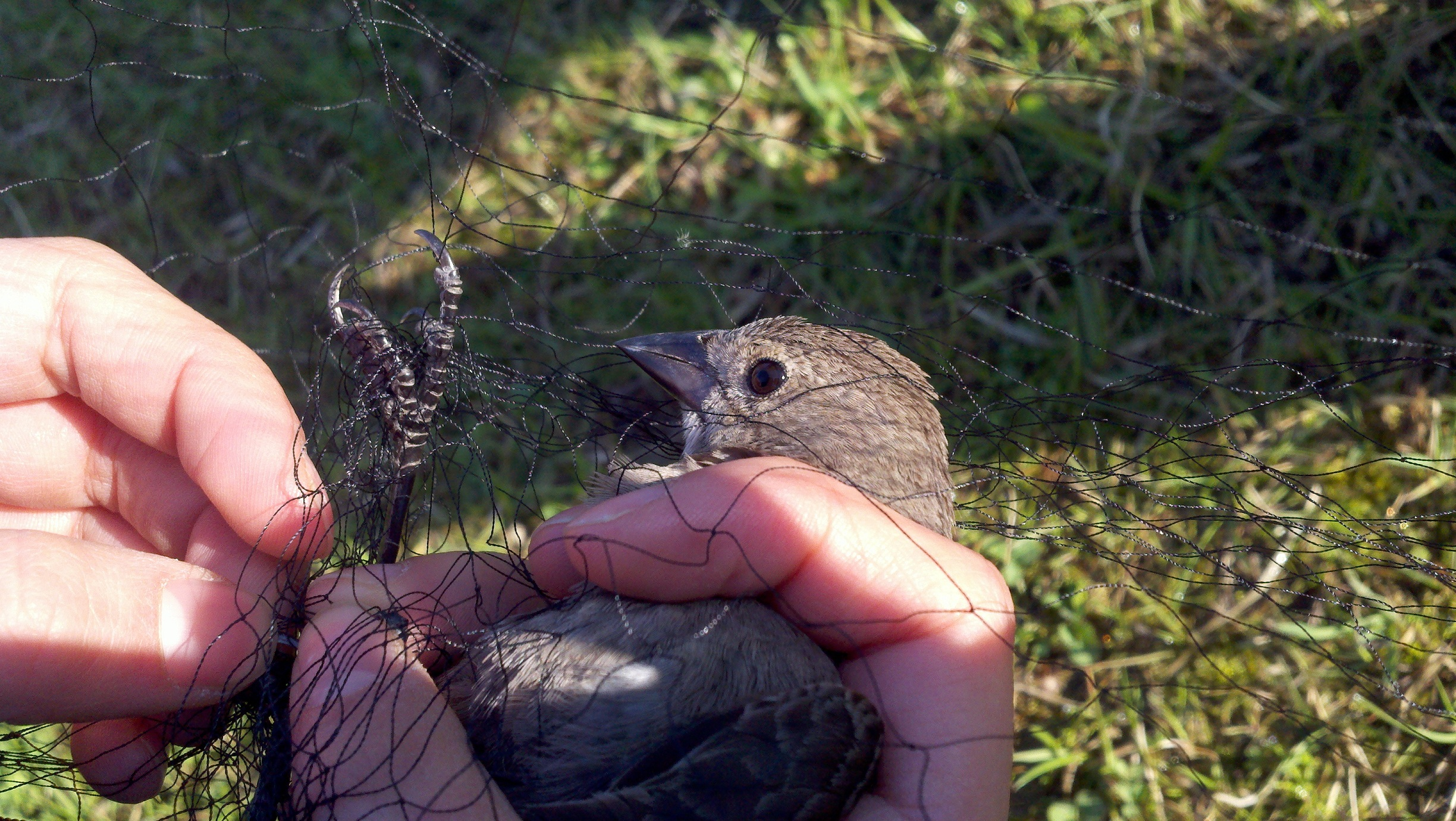
Una femmina di vaccaro testa bruna che viene rimossa da una rete a nebbia.

L'uso delle reti a nebbia presenta diversi svantaggi. Questa pratica richiede molto tempo e deve essere installata senza errori. Un animale intrappolato in una rete a nebbia rimane impigliato, quindi la rete deve essere controllata spesso e l'animale rimosso tempestivamente. Districare un animale da una rete a nebbia può essere difficile e deve essere eseguito con attenzione da personale addestrato. Se un animale è molto impigliato, potrebbe essere necessario tagliare la rete a nebbia per evitare di ferire l'animale e danneggiare il materiale.
Le reti a nebbia non cattureranno gli uccelli in proporzione diretta alla loro presenza nell'area (Remsen e Good, 1996) e possono perdere completamente una specie se è attiva in diversi strati di vegetazione, ad esempio in alto nella chioma. Possono, tuttavia, fornire un indice della dimensione della popolazione. 
Le persone che utilizzano le reti a nebbia devono essere attente e ben addestrate, poiché il processo di cattura può danneggiare gli uccelli. Uno studio ha rilevato che il tasso medio di lesioni per gli uccelli nelle reti a nebbia è inferiore a qualsiasi altro metodo di studio dei vertebrati, tra lo 0 e lo 0,59%, mentre il tasso di mortalità medio è tra lo 0 e lo 0,23%. 
Anche se raro, è stato suggerito (senza studi scientifici) che gli uccelli più grandi possano essere più inclini a lesioni alle zampe ed emorragie interne. Gli uccelli più piccoli in genere hanno problemi di groviglio e lesioni alle ali. I fattori che influenzano il tasso di lesioni e mortalità sono l'errore umano durante la gestione della specie, il periodo dell'anno e l'ora del giorno in cui un esemplare viene catturato, i predatori presenti nell'area e le dimensioni e il materiale della rete a nebbia.

## Bander

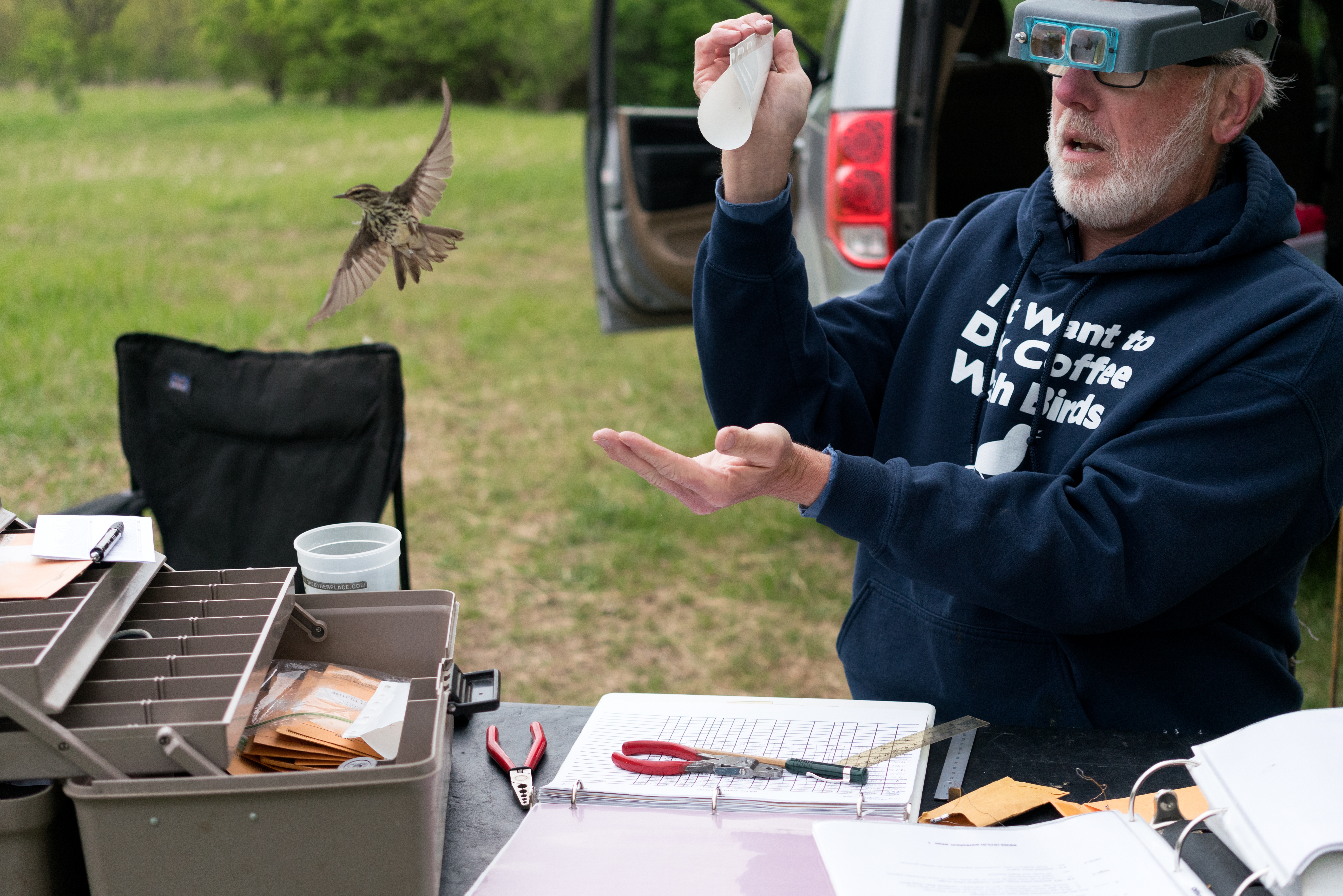
Un ricercatore rilascia un tordo acquaiolo settentrionale appena fasciato.

Ci sono persone responsabili della fasciatura della fauna selvatica catturata con la rete che fanno in modo che possa essere rintracciata dopo il rilascio. Esse sono chiamate bander negli Stati Uniti. I bander sono responsabili degli animali catturati e quindi applicano il loro addestramento cercando segnali di stress (per gli uccelli, questi includono l'ansimare, la stanchezza, la chiusura degli occhi e il sollevamento delle piume). Senza questa cautela, gli animali possono ferirsi gravemente.
Negli Stati Uniti, per fasciare un uccello o un pipistrello, è necessario avere un permesso di fasciatura da parte della US Fish and Wildlife. Le qualifiche per l'autorizzazione variano a seconda della specie. Esistono diversi tipi di permessi di banding per gli operatori che si occupano di questa attività sugli uccelli: il Master e il Sub. I permessi principali vengono concessi alle persone che praticano banding per conto proprio o che supervisionano le operazioni di tale attività. I permessi secondari vengono concessi alle persone che saranno supervisionate durante l'esecuzione del banding da un operatore con un permesso principale. Per ricevere un permesso, è necessario compilare una domanda e restituirla all'ufficio di banding più vicino. I bander devono richiedere un'autorizzazione speciale nella loro domanda per utilizzare reti a nebbia, reti a cannone (costituite da una rete rettangolare piegata a fisarmonica con un bordo fissato al terreno tramite corde corte o elastiche), prodotti chimici o segnali ausiliari.